# Francavilla di Sicilia
Francavilla di Sicilia är en ort och kommun i storstadsregionen Messina, innan 2015 i provinsen Messina, i regionen Sicilien i sydvästra Italien. Kommunen hade 3 854 invånare (2017).